# Collemopsidium heardense
Collemopsidium heardense är en lavart som först beskrevs av C. W. Dodge & Rudolph, och fick sitt nu gällande namn av Øvstedal. Collemopsidium heardense ingår i släktet Collemopsidium och familjen Xanthopyreniaceae.   Inga underarter finns listade i Catalogue of Life.